# PRIDE GRANDPRIX 2000 開幕戦
PRIDE GRANDPRIX 2000 開幕戦（プライドグランプリにせん かいまくせん）は、日本の総合格闘技イベント「PRIDE」の大会の一つ。2000年1月30日、東京都文京区の東京ドームで開催された。

## 大会概要
PRIDE初代王者を決めるために、16人の選手による無差別級GPが開催される。PRIDEでお馴染みのテーマ曲、声優でありリングアナウンサーの太田真一郎、入場コールを担当するレニー・ハートが初登場したのも本大会であり、テーマ曲は和太鼓、ドラム、ギターなどによる生演奏が行われた。開幕戦ではホイス・グレイシーがPRIDEデビューした他、藤田和之、佐竹雅昭らもPRIDEに初参戦する等、大変豪華なメンツが揃うことになったが、当時地上波放送を行っていたフジテレビから「全てのカードを日本人選手絡みに」との要請があり、直前までカード決定は難航した。
メインを任されたホイスは高田延彦を完封し、判定で勝利する。桜庭和志とガイ・メッツァーの一戦では、試合内容にセコンドのケン・シャムロックが激怒し、メッツァーをリングから降りるように指示してしまい、結局、指示に従ってリングから降りたメッツァーの棄権によるTKO負けとなった。
PRIDE初参戦を果たしたプロレスラーの藤田和之が、ハンス・ナイマンの打撃をかいくぐり総合初戦にして一本勝ちを収めた。
K-1から移籍した佐竹雅昭もPRIDEデビューしたが、マーク・コールマンのレスリング技術とパワーの前に何もできずにテイクダウンを奪われ、最後は関節技でタップアウト。
アレクサンダー大塚はイゴール・ボブチャンチンを相手に無謀ともいえる打撃戦を展開、不屈の根性を見せボブチャンチンの猛攻を15分間耐え切るも判定負け。
小路晃がエベンゼール・フォンテス・ブラガを破り、マーク・ケアーがエンセン井上を、ゲーリー・グッドリッジが大刀光を下し、ベスト8が揃った。

## 試合結果
第1試合 PRIDE GRANDPRIX 2000 リザーブマッチ 10分2R
○  ヴァンダレイ・シウバ vs.  ボブ・シュライバー ×
1R 2:42 スリーパーホールド
※シウバがリザーブ権獲得
第2試合 PRIDE GRANDPRIX 2000 1回戦 15分1R
○  ゲーリー・グッドリッジ vs.  大刀光 ×
1R 0:51 ギロチンチョーク（前腕チョーク）
※グッドリッジが2回戦進出
第3試合 PRIDE GRANDPRIX 2000 1回戦 15分1R
○  小路晃 vs.  エベンゼール・フォンテス・ブラガ ×
1R終了 判定2-0
※小路が2回戦進出
第4試合 PRIDE GRANDPRIX 2000 1回戦 15分1R
○  藤田和之 vs.  ハンス・ナイマン ×
1R 2:48 ネックロック
※藤田が2回戦進出
第5試合 PRIDE GRANDPRIX 2000 1回戦 15分1R
○  桜庭和志 vs.  ガイ・メッツァー ×
1R終了時 TKO（棄権）
※桜庭が2回戦進出
第6試合 PRIDE GRANDPRIX 2000 1回戦 15分1R
○  マーク・コールマン vs.  佐竹雅昭 ×
1R 1:14 ネックロック
※コールマンが2回戦進出
第7試合 PRIDE GRANDPRIX 2000 1回戦 15分1R
○  イゴール・ボブチャンチン vs.  アレクサンダー大塚 ×
1R終了 判定3-0
※ボブチャンチンが2回戦進出
第8試合 PRIDE GRANDPRIX 2000 1回戦 15分1R
○  マーク・ケアー vs.  エンセン井上 ×
1R終了 判定3-0
※ケアーが2回戦進出
第9試合 PRIDE GRANDPRIX 2000 1回戦 15分1R
○  ホイス・グレイシー vs.  高田延彦 ×
1R終了 判定3-0
※ホイスが2回戦進出